# Jacques Rougerie (historien)
Pour les articles homonymes, voir Jacques Rougerie et Rougerie.
Jacques Rougerie, né le 5 janvier 1932 à Nantes et mort le 22 mars 2022 à Clamart, est un historien français, spécialiste de la Commune de Paris de 1871.

## Biographie
Fils d'un professeur de lettres auteur de livres scolaires, entré en 1952 à l'École normale supérieure, il est titulaire en 1956, d'un diplôme d'études supérieures portant sur les élections municipales du 26 mars 1871 à Paris. Il est reçu la même année à l’agrégation d’histoire. 
Assistant à la Sorbonne, il publie en 1964, dans le cadre de la préparation d'une thèse de doctorat ès lettres sur la Commune de Paris, et à partir des archives judiciaires et militaires des conseils de guerre, un ouvrage pionnier dans l'historiographie sur cet événement : Procès des communards.
Il enseigne l'histoire en conférence de méthode à l'Institut d'études politiques de Paris dans les années 1960. Il a notamment comme élèves Daniel Gaxie et Marcelino Truong.
Il est maître de conférences honoraire à l'université Paris 1 Panthéon-Sorbonne.
Membre du comité de rédaction de la revue Le Mouvement social, dirigée par Ernest Labrousse, il y publie, à partir de 1961 plusieurs articles sur la Commune, l'Association internationale des travailleurs, le Comité central républicain des Vingt arrondissements. Devenu spécialiste de la Commune de Paris, il a renouvelé en profondeur son histoire, en ayant une vision non figée de sa discipline :
« Tout travail d'historien doit être, à l'évidence, contesté, critiqué. Il doit surtout être, tôt ou tard, dépassé à la suite de nouvelles recherches. ».
Sa réflexion a porté, en dernier lieu, sur le rapport des communards à la démocratie.
Il participe, pour la période 1848-1871, au Dictionnaire biographique du mouvement ouvrier français (Le Maitron).
Il a également conseillé Peter Watkins pour son film La Commune (Paris, 1871) diffusé en 2000.
Il meurt le 22 mars 2022 à Clamart,,.

## Publications
- Procès des communards. - Paris : Gallimard, 1964. - 264p. - (collection Archives). -  (ISBN 9782070288885)
- La Commune. - Paris : PUF, 1988. - 264p. - (coll. « Que sais-je ? », 581). -  (ISBN 9782130417743). Rééd. La Commune de 1871 en 1992. -  (ISBN 9782130443957)
- Paris insurgé : La Commune de 1871. - Paris : Gallimard, 1995. - 160 p.- (Collection Découvertes Gallimard. Histoire, 263). -  (ISBN 9782070532896)
- Paris libre 1871, anthologie sous la direction de Jacques Rougerie. - Paris : Seuil, 2004. - 304 p. - (collection Points. Histoire, 337). -  (ISBN 9782020554657) Première édition au Seuil en 1971.
- La Commune de 1871 : l'événement, les hommes et la mémoire : actes du colloque organisé à Précieux et à Montbrison les 15 et 16 mars 2003, sous la direction de Michelle Perrot, Jacques Rougerie, Claude Latta. - Saint-Étienne : Presses Universitaires de Saint-Étienne, 2004. - 412 p. - (collection Patrimoine). -  (ISBN 9782862723143)
- 1870-1871, autour de la Commune de Marseille : aspects du mouvement communaliste dans le Midi (août 1870-avril 1871), sous la dir. de Gérard Leidet, Colette Drogoz ; postface de Jacques Rougerie. - Paris : Syllespe ; Aix-en-Provence (Bouches-du-Rhône): Promémo, 2013. - 244 p. - (collection Histoire, enjeux et débats). -  (ISBN 9782849503881)
- Le Paris de la Commune 1871, sous la direction de Jean-Louis Robert ; avec les contributions de Sylvie Aprile, Laure Godineau, Claudine Rey, Jacques Rougerie. - Paris : Belin, 2015. - 191 p. -  (ISBN 9782701195551)
- La Commune et les communards. - Paris : Gallimard, 2018. - 462 p. - (coll. « Folio histoire », 271). -  (ISBN 9782072753916). Réunit : Paris insurgé : la Commune de 1871 et Procès des communards.
- Eugène Varlin: aux origines du mouvement ouvrier. - Paris : éditions du Détour, 2019. - 250 p. - (collection Le devenir du passé). -  (ISBN 9791097079420)

D'autres textes (articles de revue, contributions à des colloques, inédits) sont consultables en ligne.